# Lachnostoma huilaense
Lachnostoma huilaense är en oleanderväxtart som beskrevs av Morillo. Lachnostoma huilaense ingår i släktet Lachnostoma och familjen oleanderväxter. Inga underarter finns listade i Catalogue of Life.